# Preghiera a Ermes
La Preghiera a Ermes è il titolo col quale viene solitamente indicato il Fr. 42ab Degani di Ipponatte.
ἐπεύχομαι τοι, κάρτα γάρ κακῶς ριγῶ

καὶ βαμβαλύζω

δὸς χλαίναν Ἱππώνακτι καὶ κυπασσίσκον

καὶ σαμβαλίσκα κἀσπερίσκα καὶ χρυσοῦ

στατῆρας ἑξήκοντα τοὐτέρου τοίχου»

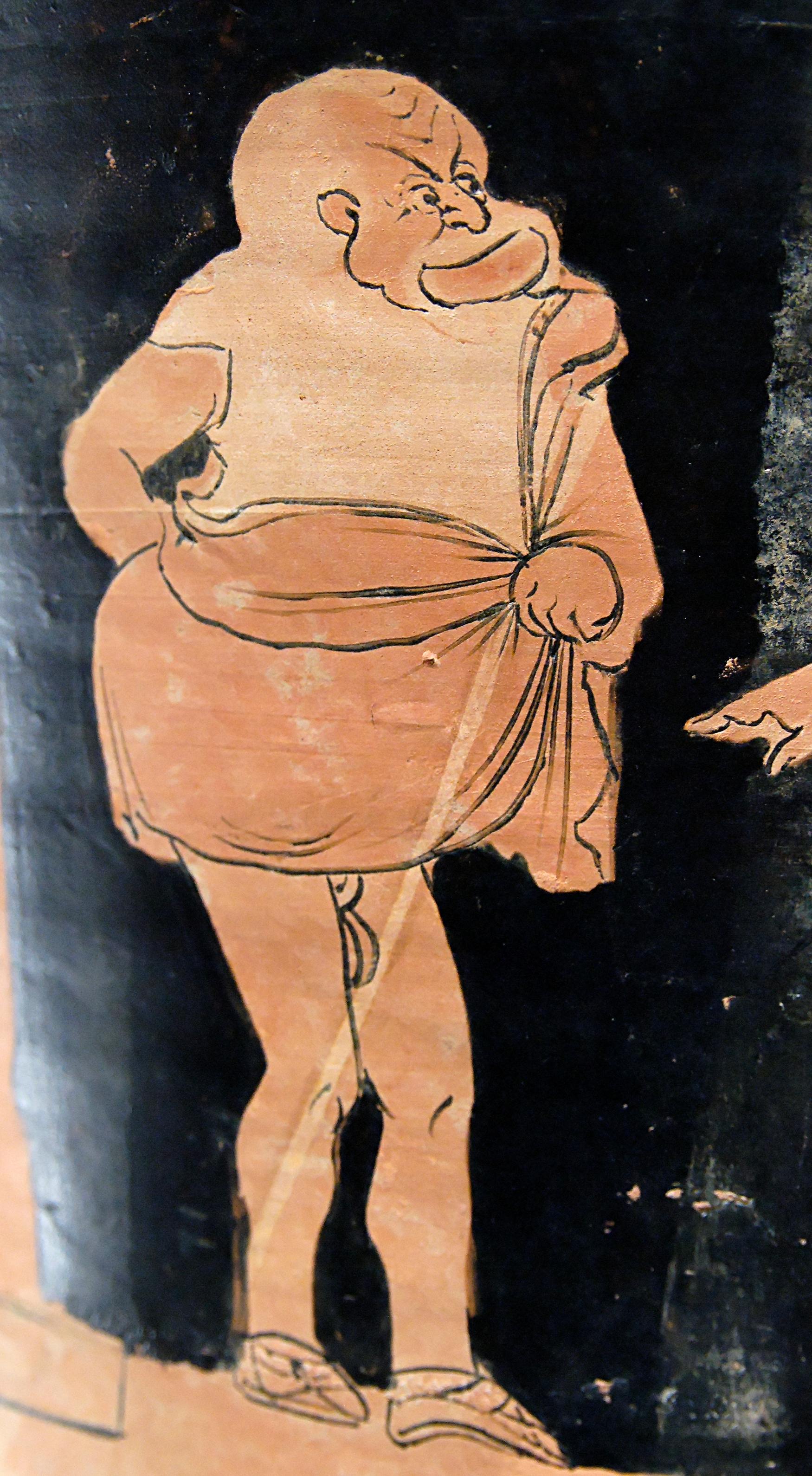
Un attore impersona uno schiavo atticciato. Scena di farsa fliacica da un cratere a calice siceliota a figure rosse (350–340 a.C.) Museo del Louvre, Parigi

ti scongiuro, ché veramente tremo di brutto

e batto i denti

dai ad Ipponatte un mantello e una tunichetta

e sandaletti e pantofoline e dei soldi

- magari sessanta stateri qui di corsa.»
(Trad. A. D'Andria)
Il breve frammento, composto dalla riunificazione di due citazioni diverse, evidenzia il gusto per la parodia attestato anche altrove nel giambografo di Efesoː dopo un primo scazonte di tipo innodico, che riporta epiteti cultuali di Ermes, anche se con una certa familiarità che fa immaginare il tono seguente, le richieste che Ipponatte fa al dio sono quantomai venali. Non è, inoltre, un caso che egli preghi Ermes, dio dei ladri fin dall'Inno omerico.